# 反則打球
反則打球（はんそくだきゅう）とは、野球において、打者がバッタースボックスから完全に片足または両足をはみ出した状態でバットを投球に当てる反則行為の名称。

## 概要
打者はバッタースボックス内に両足を置いた状態で打撃を行わなければならない。打撃を行う際に片足でも完全にバッタースボックスの外に出ていた場合、反則打球とみなされる。バッタースボックスを示す白線はバッタースボックスの一部であり、白線を踏んでいる（少しでも足が白線にかかっている）限りは、反則打球とならない。また、反則打球はバットが投球に当たったときにのみ適用され、打球がフェアボールであるかファウルボールであるかは問われない。また、ファウルチップでも適用される。
本塁を踏んだ状態でバットを投球に当てるとアウトとする処置を見かけるが、これは誤りであり、野球では踵など足の一部がバッタースボックス内または白線上にあれば、同時に爪先が本塁を踏んだ状態であっても反則打球にはならない（ソフトボールではアウトになる）。
打者が両足をバッタースボックス内に置いた状態から跳び、両足が空中にある間にバットを投球に当てた場合は、着地したときに両足または片足が完全にボックスの外に出ていても反則とはしない運用がなされている。

## 措置
打者はアウトとなる。ボールデッドとなり、塁上の走者は進塁できず、投球当時の占有塁に戻らなければならない。打者の最も近くにいる捕手に刺殺がつき、補殺は誰にもつかない。

### 備考
日本では2005年まで、スクイズプレイに伴う反則打球は、公認野球規則7.08(g)（守備妨害）を適用し、「無死または一死の場合は三塁走者がアウト、二死の場合は打者アウトとなり得点は記録されない」とされてきた。この規則は2006年に改正され、打撃が反則打球である場合は打者をアウトにし、三塁走者は三塁に戻されることとなった。（これに関連する内容については守備妨害も参照のこと）
- このルール改正の結果、スクイズプレイを守備側に見破られてピッチアウトされそうになった場合、打者はボックスからどれだけ外に出ようがとにかくバットに球を当てさえすれば、自身はアウトになるが三塁走者がアウトになることはなくなった。2005年までの守備妨害を適用する運用はこういったプレイを抑止するためのものだった。

## 実際に起こった例
- ハンク・アーロンは1965年8月18日のブレーブス対カージナルス戦の8回、右翼スタンドに飛び込む打球を放ったが左足が打席から完全にはみ出ていたとされてアウトになった。
- 第74回全国高等学校野球選手権大会、3回戦・天理高校（奈良県代表）対東海大甲府高校（山梨県代表）戦（1992年8月21日）の2回裏、東海大甲府高校の攻撃時に、一死満塁から東海大甲府高校の左打者がスクイズを試みて三塁走者が本塁に触れたが、球審は、東海大甲府高校の打者が打席から左足を完全にはみ出しバットに投球を当てた反則打球と判定した。球審は東海大甲府高校の三塁走者にアウトを宣告し、一・二塁走者は投手の投球当時の占有塁へ戻され、東海大甲府高校の打者は元のボールカウントから打ち直しとなった（※当時の規則による）。なお、当時の実況アナウンサーはこの時「不正打球」と表現している。試合は天理高校が 7 - 4 で勝利を収めた[7]。
- 本多雄一は、日本プロ野球の2013年シーズンにおいて、反則打球を2度犯している。
  - 4月18日に日本製紙クリネックススタジアム宮城で開催された東北楽天ゴールデンイーグルス対福岡ソフトバンクホークス第6回戦の1回表、ソフトバンクの攻撃。無死一塁で打者の本多がバントを試みて投球をバットに当てたが、この際に本多の左足が打席から完全にはみ出していた[8][9]。球審の友寄正人は即座にプレイを止め、本多にアウトを宣告した。
  - 5月2日に福岡 ヤフオク!ドームで開催されたソフトバンク対埼玉西武ライオンズ第5回戦の2回裏、ソフトバンクの攻撃。一死三塁で打者の本多がスクイズプレイを試みて投球にバットを当てたが、この際に本多の左足が打席から完全にはみ出していた。球審の敷田直人は反則打球として本多にアウトを宣告し、走者は三塁に戻された。このあと次打者も凡退し、この三塁走者は得点できなかった。